# Sitges
Sitges (catalán [ˈsidʒəs]) es un municipio y localidad española de la provincia de Barcelona, en la comunidad autónoma de Cataluña. Perteneciente a la comarca del Garraf, la localidad está situada en la costa mediterránea a 38 km al sur de la capital provincial, Barcelona. Su población en 2017 era de 28 527 habitantes (INE). Su economía está basada en el turismo y la cultura, contando con numerosas plazas hoteleras y eventos como el Festival de Cine de Sitges. Sitges constituye un significativo destino de turismo LGBT, además de acoger congresos, conferencias, seminarios y reuniones empresariales.

## Toponimia
El topónimo de la localidad es «Sitges», pronunciado en catalán [ˈsidʒəs], plural de sitja, que en castellano significa silo. 

## Geografía
El municipio de Sitges se encuentra en la comarca del Garraf. Limita al oeste con los municipios de Olivella y Begas, al sur con el de San Pedro de Ribas y Villanueva y Geltrú, al norte con los de Gavá y Castelldefels y al este con el mar Mediterráneo.
| Noroeste: San Pedro de Ribas | Norte: Olivella y Begas | Noreste: Gavá             |
| Oeste: San Pedro de Ribas    |                         | Este: Castelldefels       |
| Suroeste: mar Mediterráneo   | Sur: mar Mediterráneo   | Sureste: mar Mediterráneo |

## Historia
Las referencias a los primeros habitantes de Sitges se remonta a antes del Neolítico y en épocas más modernas está documentado un asentamiento ibero sobre el siglo IV a. C.. Además, hay estudios que constatan que en el siglo I Sitges tenía dos pequeños núcleos de población, uno alrededor del cerro de la Punta y otro en la ermita del Vinyet. Unida al de Olérdola romana, Sitges sirvió de punto de intercambio entre los productos del Panadés y de otros lugares del Mediterráneo romano.

### Edad Media
En la Edad Media se construyó un castillo, que se encontraba situado encima del cerro de la Punta, donde hoy en día está el ayuntamiento (construido en 1889) y que tuvo como primer propietario a la Seo de Barcelona que posteriormente lo cedió al conde Mir Geribert (1041). En el siglo XII, Sitges estaba bajo el control de la familia Sitges (adoptaron el topónimo de la villa como apellido); esta familia está documentada desde 1116 hasta 1308 cuando Agnés de Sitges vendió sus derechos de castellanía a Bernat de Fonollar, quien fue señor desde 1306 hasta 1326. Después de la muerte de su segunda mujer, Blanca de Abella, Sitges por decisión sucesoria pasó a la Pia Almoina de Barcelona, institución eclesiástica vinculada a la Seo que asistía a los pobres, en cuyas manos estuvo hasta 1814. Bernardo de Fonollar fue un caballero directamente relacionado con la corte del rey Jaime II (r. 1291-1327) y su tumba y la de su esposa están a la iglesia de San Bartolomé y Santa Tecla. La vida de los habitantes de estos siglos se organizaba alrededor del cerro del Baluard que estaba amurallado y conectaba con el resto de la villa con un puente por encima de la actual calle Mayor. Se conoce también la existencia de tres torres situadas en diferentes puntos del pueblo, que fueron edificadas en 1303. También cabe destacar el palacio del Rey Moro, del siglo XIV.

### Edad Moderna
En el siglo XVIII, muchos sitgetanos establecieron colonias en la costa occidental del golfo de Cádiz con motivo de las mejores condiciones de pesca de la zona y como solución más cercana al comercio con América. Con el tiempo los pescadores de Sitges contribuyeron, junto a otros (fundamentalmente de Mataró y Canet de Mar), a la fundación de la actual Isla Cristina, como aún hoy atestiguan palabras catalanas de su vocabulario y los apellidos de sus descendientes (Miravent, Giralt, Cabot, entre otros).
La principal actividad económica de la villa era el cultivo y la viña, sobre todo de la malvasía, variedad de uva con la que todavía hoy en día se elabora el célebre vino de malvasía de Sitges. También se cultivaba trigo, huerta, algarrobos y el palmito, símbolo de la comarca del Garraf. Desde 1345, cuando Villafranca del Panadés pidió una autorización para tener un puerto en Sitges, la villa se convirtió en la salida comercial al exterior de los productos del Panadés.

### Edad Contemporánea
Durante la Edad Moderna la Universidad de Sitges (Ayuntamiento) se afanó para librarse del dominio señorial de la Pia Almoina. En 1814 Sitges se liberó definitivamente y se incorporó a la corona a pesar de padecer en las distintas guerras que sucedieron. La actividad económica continuó siendo la agropecuaria, la pesca y la actividad portuaria que creció a partir del siglo XVIII cuando se liberalizó el comercio directo con América. Desde finales del siglo XVIII (1779) hasta principios del siglo XIX se estableció un constante comercio con las colonias americanas.

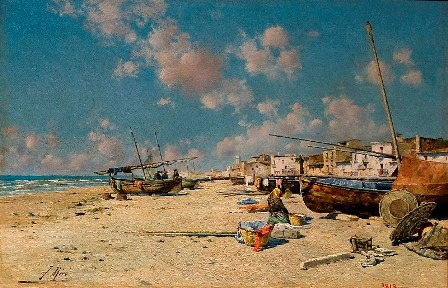
Playa de Sitges de Joaquim de Miró Argenter, obra conservada en la biblioteca Museo Víctor Balaguer

En 1957, el Partido Liberal Colombiano y el Partido Conservador Colombiano se reunieron en la localidad para firmar el Pacto de Sitges. En 1967 se fundó en Sitges la primera discoteca Pachá.
El Club Bilderberg se reunió entre el 3 y el 6 de junio de 2010 en Sitges. Trataron, entre otros puntos, la crisis de Grecia, la supervivencia del euro, la economía de Japón, así como el futuro del dólar y sus posibles alternativas.
Sitges en febrero de 2008 fue listado como el municipio más caro de España. Según datos del 5 de marzo de ese año, el precio medio por metro cuadrado fue de 5467 €, y al día de hoy supera los 11 250 € por metro cuadrado. Esto ha dificultado el acceso a la vivienda para la población joven de Sitges, gran parte de la cual ha debido emigrar a otros municipios y comarcas.

## Demografía
Sitges cuenta con una población de 32 405 habitantes (INE 2024).
| Gráfica de evolución demográfica de Sitges entre 1842 y 2021 |
| |
| Población de derecho según los censos de población del INE. Población de hecho según los censos de población del INE.En este censo se denominaba Sitjes y Cuadra de Garraf: 1842. Entre el censo de 1857 y el anterior, crece el término del municipio porque incorpora a Jafra. |

## Economía

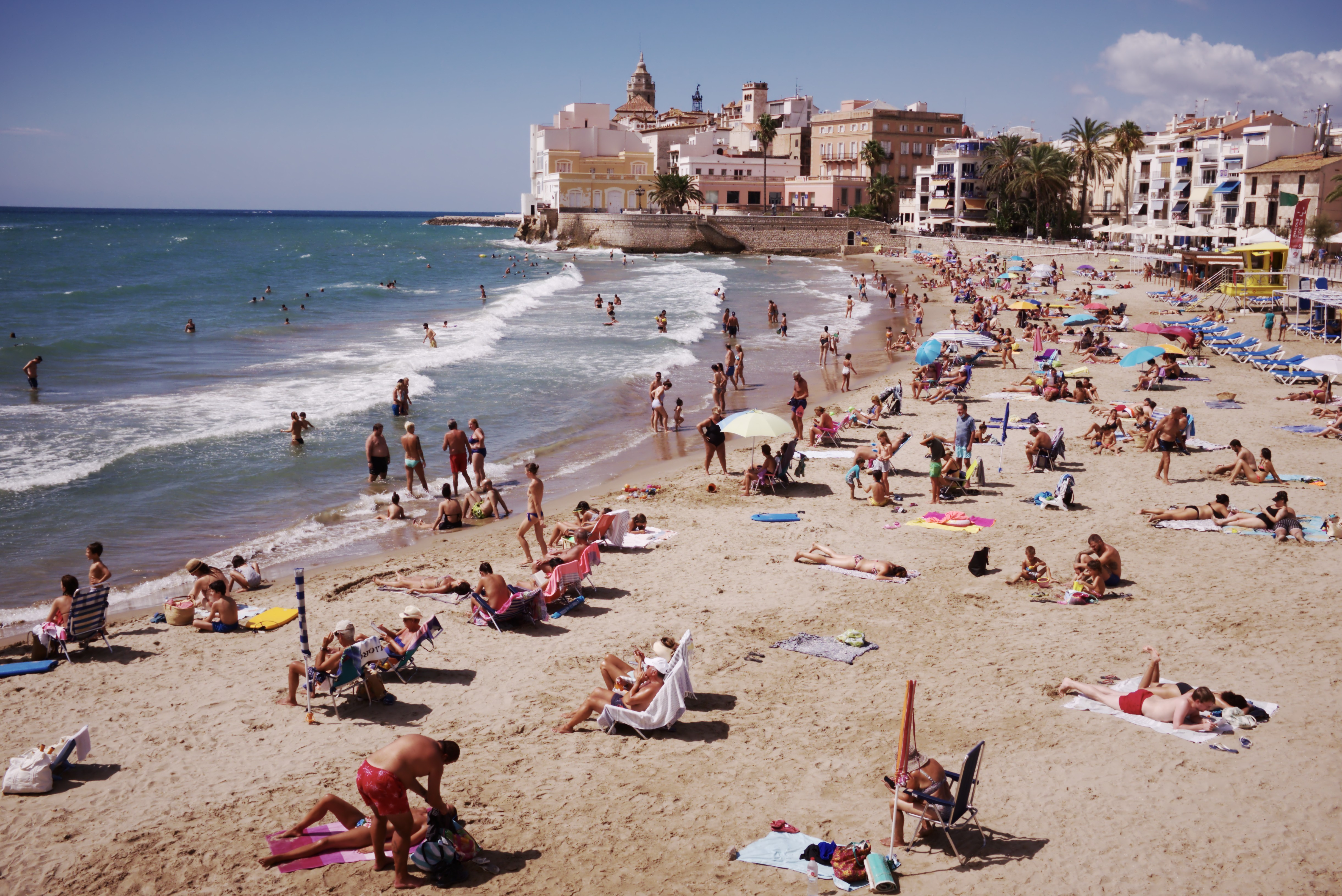
Playa de San Sebastián

Sitges tiene una gran infraestructura turística, con equipamientos y tres puertos deportivos (Puerto de Ginesta, Garraf y Aiguadolç). Es la villa con más puertos deportivos de España, siendo Port Ginesta el puerto deportivo más grande de Europa. Según un artículo dedicado a los viajes por Europa, publicado en el New York Times Style Magazine de finales de agosto y titulado «Smitten with Sitges», la mejor playa urbana de Europa estaría en Sitges.[cita requerida] Alexander Lobrano compara a Sitges con Saint-Tropez, Ibiza, Capri y la isla de Hvar en Croacia. Sitges ha sido denominado el Saint-Tropez de España, por su belleza y también por ser el tercer municipio con los precios de inmuebles más caros de Europa.
Antes del turismo, la población centraba su comercio en la pesca y posteriormente la fabricación de calzado, actividades económicas que han desaparecido (exceptuando pequeños talleres).

## Administración y política

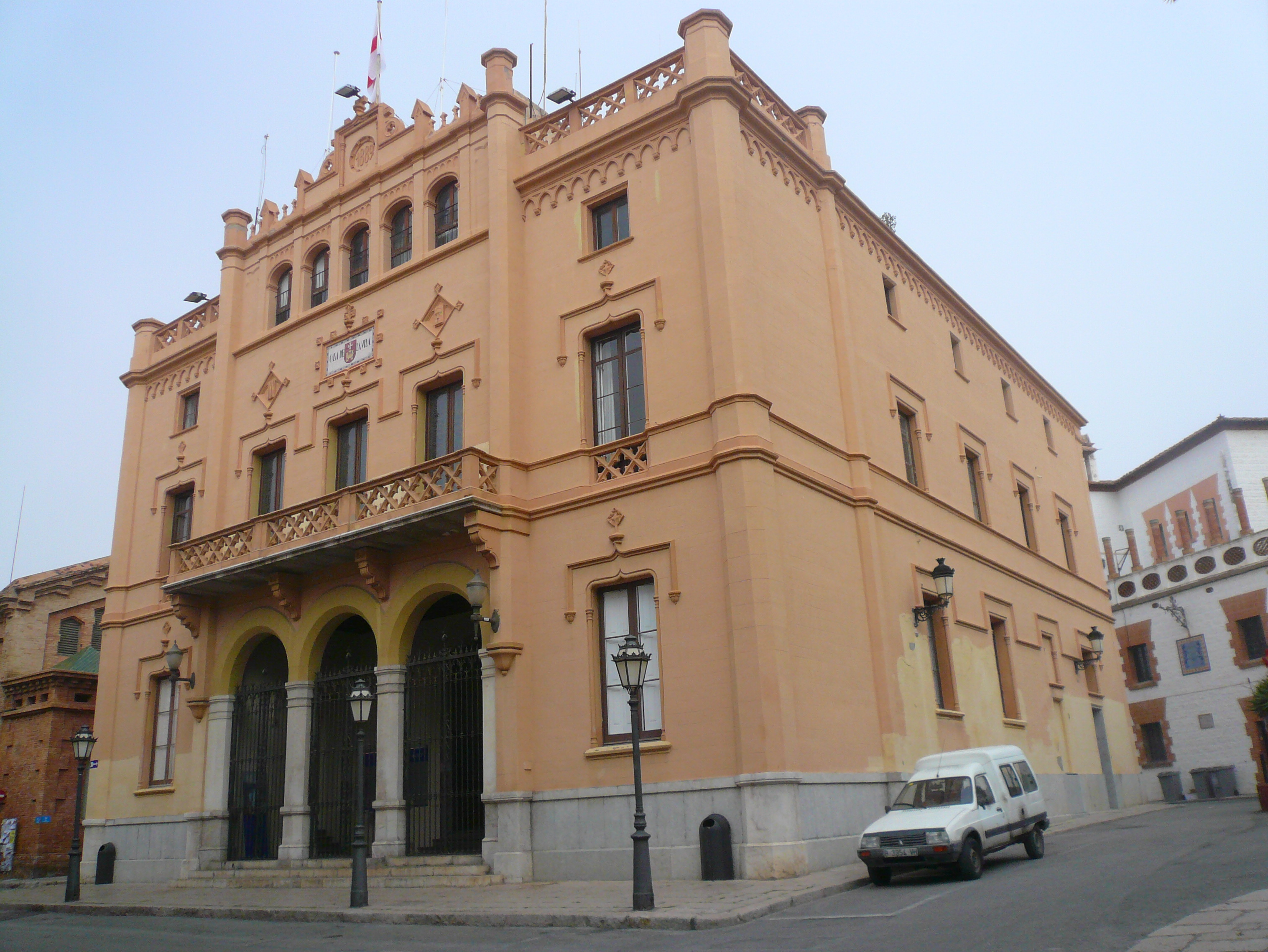
Ayuntamiento de Sitges

| Periodo   | Nombre                  | Partido | Partido                                    |
| --------- | ----------------------- | ------- | ------------------------------------------ |
| 1979-1983 | Jordi Serra Villalbí    |         | Partit dels Socialistes de Catalunya (PSC) |
| 1983-1987 | Josep Cots Puigdolles   |         | Convergència i Unió (CiU)                  |
| 1987-1995 | Jordi Serra Villalbí    |         | Partit dels Socialistes de Catalunya (PSC) |
| 1995-2003 | Pere Junyent Dolcet     |         | Convergència i Unió (CiU)                  |
| 2003-2011 | Jordi Baijet i Vidal    |         | Partit dels Socialistes de Catalunya (PSC) |
| 2011-2019 | Miquel Forns i Fusté    |         | Convergència i Unió (CiU)                  |
| 2019-act. | Aurora Carbonell Abella |         | Esquerra Republicana de Catalunya (ERC)    |

| Partido político                                         | 2023  | 2023  | 2023       | 2019  | 2019  | 2019       | 2015  | 2015  | 2015       | 2011  | 2011  | 2011       | 2007  | 2007  | 2007       |
| Partido político                                         | %     | Votos | Concejales | %     | Votos | Concejales | %     | Votos | Concejales | %     | Votos | Concejales | %     | Votos | Concejales |
| Junts per Catalunya (JxC)-Convergència i Unió (CiU)      | 17,13 | 1875  | 4          | 14,82 | 1860  | 4          | 19,23 | 2040  | 5          | 21,61 | 2133  | 6          | 15,81 | 1545  | 4          |
| Esquerra Republicana de Catalunya (ERC)                  | 15,22 | 1666  | 4          | 17,31 | 2172  | 4          | 10,65 | 1130  | 3          | 4,28  | 423   | 0          | 5,26  | 514   | 1          |
| Partit dels Socialistes de Catalunya (PSC)               | 14,76 | 1616  | 4          | 11,20 | 1406  | 3          | 13,33 | 1414  | 3          | 24,46 | 2415  | 7          | 42,83 | 4187  | 10         |
| Grup Independent per Sitges (GI)                         | 11,07 | 1212  | 3          | 10,26 | 1287  | 2          | 7,00  | 743   | 1          | 7,50  | 740   | 2          | —     | —     | —          |
| En Comú Podem (ECP)-Iniciativa per Catalunya Verds (ICV) | 8,49  | 930   | 2          | —     | —     | —          | —     | —     | —          | 4,82  | 476   | 0          | 5,23  | 511   | 1          |
| Candidatura d'Unitat Popular (CUP)                       | 6,59  | 722   | 1          | 9,13  | 1146  | 2          | 10,58 | 1122  | 3          | 6,30  | 622   | 1          | —     | —     | —          |
| Vox                                                      | 6,51  | 713   | 1          | —     | —     | —          | —     | —     | —          | —     | —     | —          | —     | —     | —          |
| Fets per Sitges (FS)                                     | 6,08  | 666   | 1          | —     | —     | —          | —     | —     | —          | —     | —     | —          | —     | —     | —          |
| Partit Popular de Catalunya (PP)                         | 5,93  | 649   | 1          | 3,37  | 423   | 0          | 6,49  | 688   | 1          | 13,62 | 1345  | 3          | 10,41 | 1018  | 2          |
| Ciutadans (CS)                                           | 1,04  | 114   | 0          | 10,75 | 1349  | 3          | 10,78 | 1143  | 3          | 1,24  | 122   | 0          | 2,99  | 292   | 0          |
| Nou Horitzó (NH)                                         | —     | —     | —          | 6,69  | 840   | 1          | 9,22  | 978   | 2          | 7,05  | 696   | 2          | 8,79  | 859   | 2          |
| Acció per Sitges (AxS)                                   | —     | —     | —          | —     | —     | —          | —     | —     | —          | 4,07  | 402   | 0          | 5,23  | 511   | 1          |
| Compromís                                                | —     | —     | —          | 5,74  | 721   | 1          | —     | —     | —          | —     | —     | —          | —     | —     | —          |
| El Margalló (MAR)                                        | —     | —     | —          | 5,26  | 660   | 1          | —     | —     | —          | —     | —     | —          | —     | —     | —          |

En las elecciones municipales de 2019, ERC ganó las elecciones por primera vez. Dado que no obtuvieron una mayoría necesaria para formar un gobierno en solitario, llegaron a un acuerdo de gobierno con Sitges Grup Independent y Guanyem Sitges donde formaban un gobierno de coalición.

## Cultura

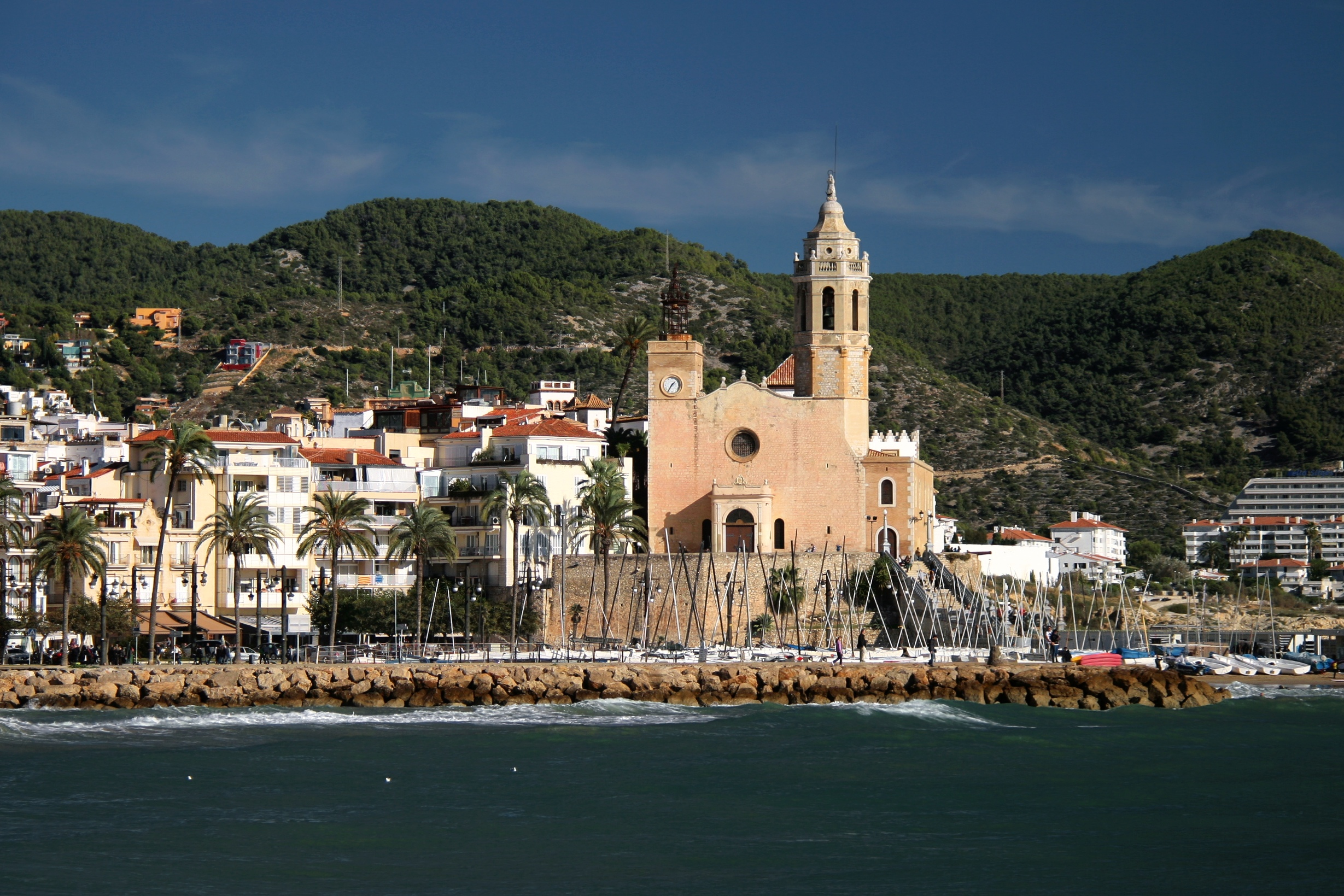
Vista del de Sitges y de la iglesia de San Bartolomé y Santa Tecla desde el mar

- Sitges es la sede permanente del Festival Internacional de Cine de Cataluña, uno de los eventos cinematográficos más importantes de Europa. Este festival es uno de los pioneros del cine fantástico, ciencia ficción y terror, organizado por primera vez en 1968 por Pedro Serramalera como "Semana Internacional de Cine Fantástico" y cambiando a la denominación actual en 1997 al abrirse a otros géneros.
- El Corpus Christi es una de las festividades más importantes de la ciudad de Sitges. Durante los días que dura esta celebración, destaca la Alfombra del Cap de la Vila, una alfombra hecha de claveles que adorna uno de los sitios más emblemáticos de Sitges.[12]
- El Orgullo LGTB de Sitges es un evento celebrado en el mes de junio (con fechas variables) desde 2009 que incluye multitud de espectáculos, conciertos, "Pool Party", desfile de carrozas y drag queens y cierre con fuegos artificiales .[13]
- La celebración del Carnaval de Sitges se ha convertido en unos de los principales eventos de la villa. Su Arribo de Sa Majestat Carnestoltes, la presentación de la Reina del Carnaval, la Rúa de la Disbauxa (domingo), la Rúa de l'Extermini (martes) y la despedida de Sa Majestat Carnestoltes (miércoles de ceniza) son los días señalados del Carnaval, aunque todos los días se realizan multitud de actividades por las calles, residencias y escuelas de Sitges.
- Anualmente, durante un fin de semana de marzo se celebra el Rally Internacional de Coches de Época Barcelona-Sitges. Se realiza desde 1959 y se ha mantenido el mismo recorrido, que va desde la plaza de San Jaime de Barcelona hasta Sitges siguiendo la carretera C-31.

### Monumentos y lugares de interés

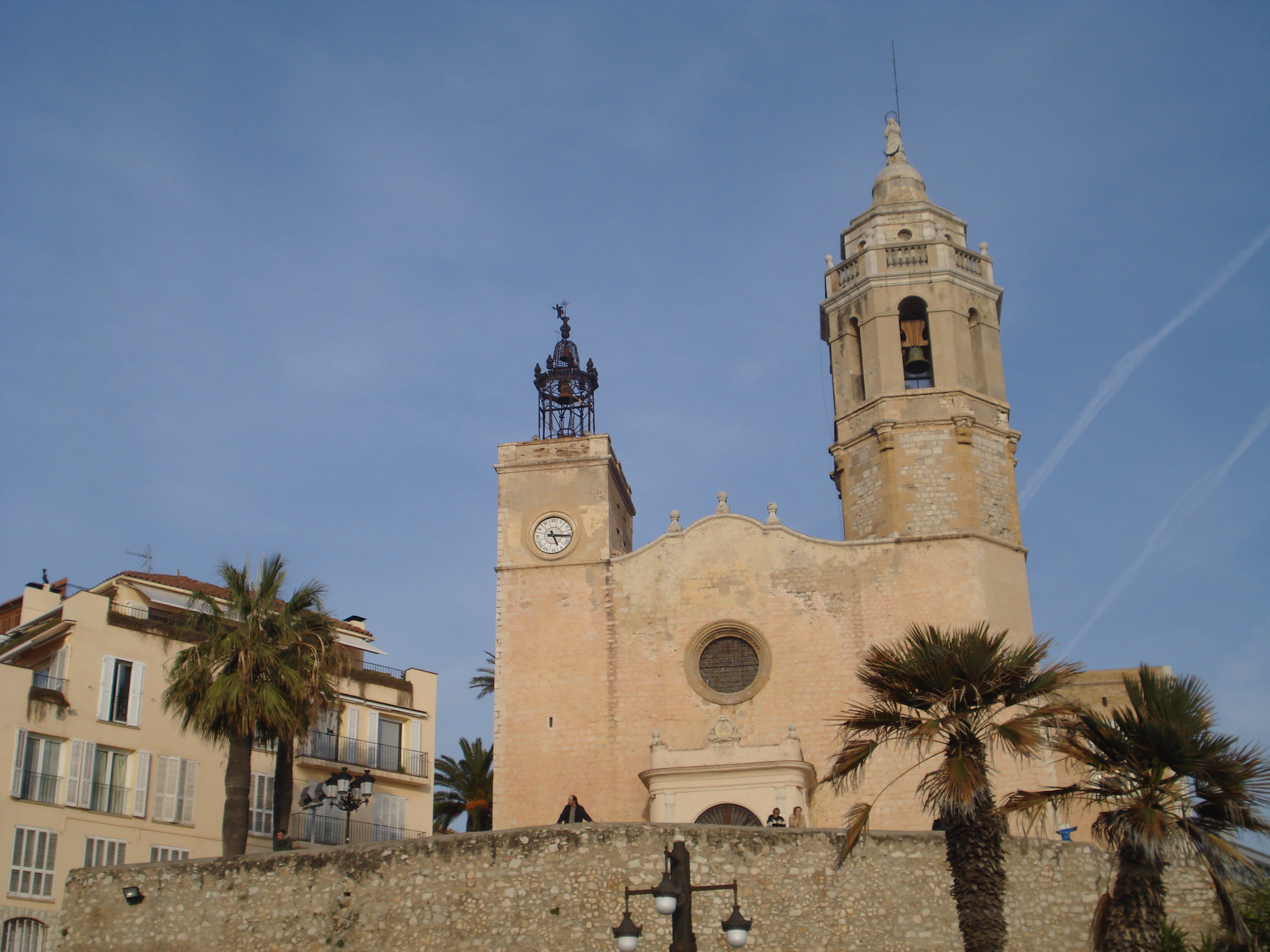
Iglesia de San Bartolomé y Santa Tecla

Entre los lugares de interés se encuentran:
- Palacio de Maricel
- Museo Cau Ferrat
- Iglesia de San Bartolomé y Santa Tecla
- Ermita de la Trinidad de Sitges
- Autódromo de Sitges-Terramar
- Casa Farratges
- Casa Josep Sunyer
- Casa Pilar de Parellada

### Museos
- Cau Ferrat
- Museo Maricel
- Museo Romántico Can Llopis
- Fundación Stämpfli

## Hermanamientos
Sitges está hermanada con:
- Andorra (Teruel, España)
- Monemvasía (Grecia)
- Bagnères-de-Luchon (Francia)